# Formazione dei Saxon
La pagina racchiude la cronologia delle formazioni del gruppo heavy metal britannico Saxon.

## Cronologia delle formazioni

### 1977-1981
- Biff Byford - voce
- Graham Oliver - chitarra
- Paul Quinn - chitarra
- Steve Dawson - basso
- Pete Gill - batteria

### 1981-1986
- Biff Byford - voce
- Graham Oliver - chitarra
- Paul Quinn - chitarra
- Steve Dawson - basso
- Nigel Glockler - batteria

### 1986-1987
- Biff Byford - voce
- Graham Oliver - chitarra
- Paul Quinn - chitarra
- Paul Johnson - basso
- Nigel Glockler - batteria

### 1987-1988
- Biff Byford - voce
- Graham Oliver - chitarra
- Paul Quinn - chitarra
- Paul Johnson - basso
- Nigel Durham - batteria

### 1988-1995
- Biff Byford - voce
- Graham Oliver - chitarra
- Paul Quinn - chitarra
- Nibbs Carter - basso
- Nigel Glockler - batteria

### 1995-1998
- Biff Byford - voce
- Doug Scarrat - chitarra
- Paul Quinn - chitarra
- Nibbs Carter - basso
- Nigel Glockler - batteria

### 1998-2004
- Biff Byford - voce
- Doug Scarrat - chitarra
- Paul Quinn - chitarra
- Nibbs Carter - basso
- Fritz Randow - batteria

### 2004-2005
- Biff Byford - voce
- Doug Scarrat - chitarra
- Paul Quinn - chitarra
- Nibbs Carter - basso
- Jörg Michael - batteria

### 2005-
- Biff Byford - voce
- Doug Scarrat - chitarra
- Paul Quinn - chitarra
- Nibbs Carter - basso
- Nigel Glockler - batteria